# Ходус Володимир Олексійович
Володимир Олексійович Ходус (рос. Владимир Алексеевич Ходус, 13 липня 1952, Світлоград, Ставропольський край, РРФСР, СРСР) — радянський футболіст та російський тренер.

## Кар'єра

### Клубна
Починав кар'єру у «Динамо» (Ставрополь).
З 1976 по 1977 рік грав в махачкалінському «Динамо», який виступав у Другій лізі першості СРСР.
З 1978 по 1980 рік виступав у «Металурзі» із Запоріжжя, за три роки в першій лізі провів 81 матч, в яких відзначився 7 м'ячами.
У 1982 виступав за «Спартак» з Костроми, з яким покинув першу лігу, в якій за костромчан провів 4 гри.
Завершив кар'єру в «Торпедо» із Запоріжжя, де грав до 1985 року.

## Тренерська кар'єра
Після закінчення футбольної кар'єри залишився в Запоріжжі, де з 1985 року тренував юнаків запорізького «Металурга». У 1989 році отримав диплом тренера з футболу вищої кваліфікації ВШТ (м. Москва). В 1990 році був одним з тренерів вже основної команди.
У 1991 році тренував «Ворсклу».
З 1992 по 1993 рік був головним тренером польського «Турбача» з міста Мшана-Дольна.
У 1995 повернувся у рідний край і тренував ставропольське «Динамо», проте незабаром покинув клуб.
У тому ж 1995 році був наставником ліванського «Аль-Ахеда» зі столиці країни міста Бейрута, відпрацювавши в клубі 3 роки перейшов в інший арабський клуб «Аль-Нахда» з Омана, який тренував з 2000 по 2001 рік. З 2003 по 2005 роки тренував оманську клуб «Аль-Оруба» із Сура.
У 2005 тренував «Олком» з Мелітополя.
У «Металурзі» працював з 2008 року. Спочатку був тренером, у вересні 2009 року був призначений виконуючим обов'язки головного тренера. Але незабаром став тренером «Металурга-2».

## Особисте життя
Має вищу освіту. У 1974 році закінчив Ставропольський педагогічний інститут.